# أم سليم بنت ملحان
أم سليم بنت ملحان الخزرجية صحابية كانت من السابقات إلى الإسلام في يثرب من الأنصار، وهي أم الصحابي أنس بن مالك خادم النبي محمد ﷺ.

## تسميتها ونسبها
هي أم سليم بنت ملحان بن خالد بن زيد بن حرام بن جندب بن عامر بن غنم بن عدي بن النجار إلى بني الخزرج إحدى القبيلتين العربيتين الرئيسيتين اللتان كانتا تسكننان يثرب قبل هجرة النبي محمد إليها.
اُختُلِفَ في اسمها فقيل سهلة، وقيل رميلة، وقيل رميثة، وقيل مليكة أو رملة أو أُنيفة أو أُنيسة أو أُثينة. أما لقبها فقيل الغميصاء، وقيل الرميصاء وأفاد ابن حجر العسقلاني أنّ لقب أم سليم الغميصاء. ولقب أختها أم حرام الرُّميصاء، وقيل بالعكس. وقال ابن عبد البر اللقبين هما لأم سليم.
لم يرد أي شئ عن أبيها مِلْحان بن خالد غير ما ذكره صاحب الإصابة بأن النبي محمد قال «قُتل أخوها وأبوها معي» دون تحديد لقصة مقتله، وهو ما ذكره مسلم في صحيحه دون ذكر كلمة «أبوها»، أما أمها مُليكة أو أُنيقة بنت مالك بن عدي بن عمرو بن مالك بن النجار فقد أدركت الإسلام، وأسلمت. ولأم سليم من الإخوة أم حرام زوجة الصحابي عبادة بن الصامت، التي توفيت في غزو قبرص في خلافة عثمان بن عفان. وذكر ابن سعد في طبقاته أن لأم سليم أختاً أخرى يقال لها أم عبد الله بنت ملحان، وقال أنها أسلمت وبايعت النبي محمد ولم يزد على ذلك. أما أخوتها الذكور فهم حرام وسُليم شهدا بدراً وأحداً وسرية بئر معونة وفيها قتلا. 

## زواجها
تزوجت أم سليم قبل إسلامها من مالك بن النضر بن ضمضم الخزرجي، فولدت له أنس. أسلمت أم سليم في بدايات الدعوة إلى الإسلام في يثرب، فغضب زوجها مالك، وخرج إلى الشام وتوعدها، إلا أنه قُتل في سفره هذا.
لما شبّ أنس، أخذته إلى النبي محمد ليخدمه ويتعلم منه الدين وهو ابن عشر سنين. وبعد وفاة زوجها الأول، خطبها أبو طلحة الأنصاري ولم يكن وقتئذ مسلمًا، فاشترطت عليه الإسلام لتقبل به زوجًا، فقبل بذلك وانطلق إلى النبي محمد ليعلن إسلامه، فتزوجها أبو طلحة وأنجبت له أبو عمير الذي توفي صغيرًا ثم من بعده عبد الله الذي عاش حتى قُتل في فتوح فارس. وقد شاركت أم سليم في غزوة حنين حيث لعبت دورها في تحميس المقاتلين ومداواة الجرحى.

## شخصيتها
تميزت أم سليم بالحكمة والصبر، فيروي ابنها أنس أنه يوم أن مات أخوه أبو عمير أسدلت عليه أم سليم ثوبًا، وصبرت. ولما عاد أبو طلحة إلى منزله أطعمته، ثم تطيّبت له فأصابها. ثم قالت له: «يا أبا طلحة، إن آل فلان استعاروا من آل فلان عارية، فبعثوا إليهم أن ابعثوا إلينا بعاريتنا، فأبوا أن يردوها»، فقال أبو طلحة: «ليس لهم ذلك؛ إن العارية مؤداة إلى أهلها». فقالت: «فإن ابنك كان عارية من الله، وإن الله قد قبضه فاسْتَرْجِعْ» وقال أنس: «فأُخبر النبي»، فقال: «بارك الله لهما في ليلتهما»، فأنجبت ولدها عبد الله. كما كانت أم سليم شديدة التعظيم للنبي محمد وتتبرك به، فيروي أنس أن النبي محمد دخل بيتها يومًا وهي ليست فيه، فنام على فراشها، فانتظرت حتى استيقظ وأخذت تنشّف عرقه من على الفراش وتعتصره في قارورة لها، فسألها النبي محمد عمّا تصنع، فقالت: «يَا رَسُولَ اللهِ نَرْجُو بَرَكَتَهُ لِصِبْيَانِنَا.» وقد أورد البخاري حديثًا عن جابر بن عبد الله أن النبي محمد قال: «رَأَيْتُنِى دَخَلْتُ الْجَنَّةَ، فَإِذَا أَنَا بِالرُّمَيْصَاءِ امْرَأَةِ أَبِي طَلْحَةَ وَسَمِعْتُ خَشَفَةً، فَقُلْتُ: مَنْ هَذَا؟ فَقَالَ: هَذَا بِلاَلٌ. وَرَأَيْتُ قَصْرًا بِفِنَائِهِ جَارِيَةٌ، فَقُلْتُ: لِمَنْ هَذَا؟ فَقَالَ: لِعُمَرَ. فَأَرَدْتُ أَنْ أَدْخُلَهُ فَأَنْظُرَ إِلَيْهِ، فَذَكَرْتُ غَيْرَتَكَ»، وهي شهادة من النبي محمد بأنها من أهل الجنة.

## مكانتها
شهدت أم سليم أحدًا وحنينًا. روى البخاري عن أنس بن مالك رضي الله عنه قال: "لما كان يوم أحد انهزم الناس عن النبي صلى الله عليه وسلم، قال: ولقد رأيت عائشة بنت أبي بكر وأم سليم وإنهما لمشمرتان أرى خدم سوقهن تنفران القرب، وقال غيره: تنقلان القرب على متونهما ثم تفرغانه في أفواه القوم، ثم ترجعان فتملأنها ثم تجيئان فتفرغانه في أفواه القوم".
يرد عن ابنها أنس: أن أم سليم اتخذت خنجرًا يوم حنين، فقال أبو طلحة: يا رسول الله هذه أم سليم معها خنجر فقالت: يا رسول الله، إن دنا مني مشرك بقرت به بطنه. كما يرد عن أنس بن مالك قال: لم يكن النبي صلى الله عليه وسلم يدخل بيتًا بالمدينة غير بيت أم سليم إلا على أزواجه، فقيل له، فقال: "إني أرحمها، قتل أخوها معي".
قال الحافظ ابن حجر رحمه الله: والمراد بقوله ((معي)) أي: مع عسكري أو على أمري وفي طاعتي؛ لأن النبي صلى الله عليه وسلم لم يشهد بئر معونة، وإنما أمرهم بالذهاب إليها. كما روى البخاري ومسلم عن جابر بن عبد الله قال: قال النبي: "رأيتني دخلت الجنة، فإذا أنا بالرميصاء، امرأة أبي طلحة".
كما روى البخاري عن أنس بن مالك رضي الله عنه قال: دخل النبي صلى الله عليه وسلم على أم سليم، فأتته بتمر وسمن، قال: "أعيدوا سمنكم في سقائه، وتمركم في وعائه فإني صائم"، ثم قام إلى ناحية من البيت فصلى غير المكتوبة، فدعا لأم سليم ولأهل بيتها. 

## روايتها للحديث
وقد روت أم سليم عن النبي محمد عدة أحاديث، وروى عنها ابنها أنس وعبد الله بن عباس وزيد بن ثابت وأبو سلمة بن عبد الرحمن وآخرون. وقد روت أم سليم عن النبي أربعة عشر حديثًا.

## وفاتها
توفيت أم سليم في خلافة عثمان بن عفان .، نحو سنة 30 هـ الموافق نحو سنة 650 م. 

## كتب ودراسات عنها
- أم سليم بنت ملحان، حنان اللحام.